# 海岸警備隊 (南朝鮮)
海岸警備隊（かいがんけいびたい、英語: Coast Guard、朝鮮語: 해안경비대）は、アメリカ軍政庁統治下の南朝鮮の海上防衛組織。大韓民国海軍の前身である。

## 概要
アメリカ軍政庁は、朝鮮海事協会の意見を容れて、1945年11月11日に「海防兵団」（英語: Coastal Defense Force、朝鮮語: 해방병단）を創設した。これが後に韓国海軍の礎となった。
そして1946年6月15日、旧日本海軍鎮海警備府があった鎮海に司令部を置く「海岸警備隊」が誕生した。仁川・木浦・墨湖・群山・釜山に基地が設けられた。
アメリカ海軍のフリゲート艦7隻と旧日本海軍の掃海艇3隻による艦隊が編成された。
1948年の大韓民国成立に伴い、「大韓民国海軍」に改編された。

## 関連事項
- アメリカ軍政庁
- 大韓民国海軍
- 南朝鮮国防警備隊